# Lijst van burgemeesters van Zandvoort
Dit is een lijst van burgemeesters van de Nederlandse gemeente Zandvoort in de provincie Noord-Holland.
| Ambtsperiode | Naam burgemeester                 | Partij of stroming | Bijzonderheden |
| ------------ | --------------------------------- | ------------------ | --- |
| 1811 - 1828  | J. Koning                         |                    | eerst maire |
| 1828 - 1837  | Jan Willem Willekes               |                    | |
| 1837 - 1866  | J. van der Mije                   |                    | |
| 1866 - 1869  | P.A.C.H.Th.A. Werdmüller von Elgg |                    | |
| 1869 - 1870  | Mr. C.H. Enschedé                 |                    | |
| 1870 - 1885  | J.R. Boerlage                     |                    | |
| 1885 - 1887  | Pieter Nicolaas van Doorninck     |                    | |
| 1887 - 1892  | Mr. Pieter Nicolaas Engelberts    |                    | |
| 1892 - 1895  | B.Th.A. Westerouen van Meeteren   |                    | |
| 1895 - 1896  | J.H. ter Spill                    |                    | |
| 1896 - 1925  | J. Beeckman                       |                    | |
| 1925 - 1942  | Henri (H.) van Alphen             |                    | |
| 1942 - 1945  | J.W. Zigeler                      | NSB                | waarnemend, even tezamen met A.C. Groeneveld                                                                        |
| 1945 - 1948  | Henri (H.) van Alphen             |                    | |
| 1948 - 1966  | Mr. H.M. van Fenema               | partijloos         | |
| 1966 - 1977  | Arjen (A.) Nawijn                 | VVD                | was burgemeester van Olst                                                                                           |
| 1977 - 1988  | Herman (H.) Machielsen            | VVD                | |
| 1988 - 2006  | Rob (M.R) van der Heijden         | VVD                | |
| 2006 - 2007  | Hester (W.H.) Maij                | CDA                | waarnemend |
| 2007         | Rob (M.R.) van der Heijden        | VVD                | |
| 2007 - 2019  | Niek (N.) Meijer                  | VVD                | in 2017 was Joan de Zwart-Bloch als onderdeel van een uitwisseling twee weken waarnemend burgemeester van Zandvoort |
| 2019 - heden | David (D.) Moolenburgh            | CDA                | |